# Лакота (народ)
Лако́та ([laˈkˣota]; тето́н-сиу, тето́ны, равни́нные си́у, за́падные си́у, лакота-сиу) — индейский народ в США, аборигены Америки. Являются представителями западной части племён многочисленной группы сиу.
Термин лакота произошёл от корня существительного Wolakota, означающего «мир» или «дружба»; глагол lakolya означает «подружиться».

## Племена

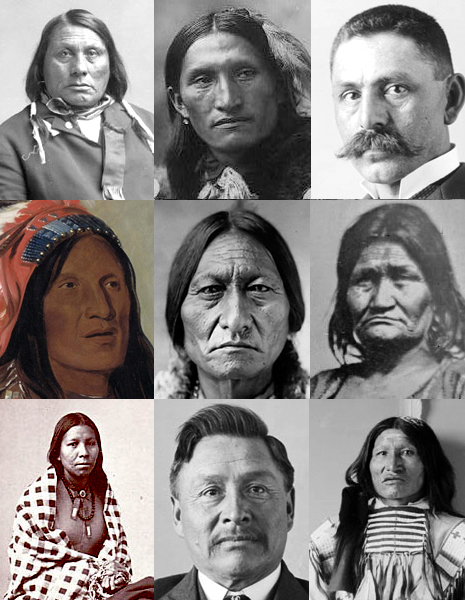
Портреты представителей лакота

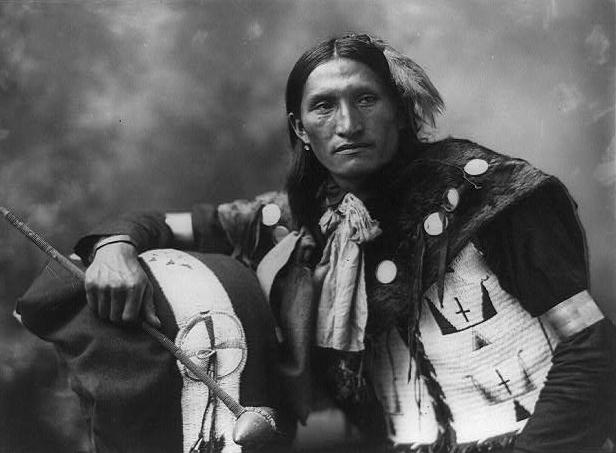
Индеец племени лакота (ок. 1899)

Лакота представляет собой конфедерацию из семи самостоятельных племён:
- Оглала — Разбрасывающие или Разгоняющие сами себя.
- Брюле — Обожжённые бёдра, известные также как сичангу (Sičháŋğu Oyáte).
- Миннеконжу — Сажающие семена у речных берегов.
- Хункпапа — Ставящие типи в оконечностях лагерного круга.
- Сихасапа — Черноногие.
- Итазипчо (Itázipčho, Itazipcola, Hazipco) или Санс-Арк (фр. Sans Arc — «без луков») — «те, кто воюют без луков».
- Оохенунпа — «два котла».

Оглала и брюле́ были самыми крупными из этих племён. Хункпапа, сихасапа и итазипчо часто действовали вместе и занимали единый район.
Равнинные сиу не представляли собой неизменное число закрытых общин: они разобщались, объединялись, сотрудничали и отдалялись друг от друга. Обычным явлением были смешанные браки между группами не только среди западных племён, но и между западными и восточными сиу. В начале 1800-х годов сравнительно высокий уровень жизни тетонов привлёк в их общины многих санти, янктонов и янктонаев. Исследования Кингсли Брея показывают, что в 1805 году численность тетонов (лакота) составляла 8500 человек - это 45% от общей численности сиу. Численность лакота неуклонно росла в XIX веке, составив 16 000 человек в 1881 году - это 60% от общей численности сиу.
Яркими представителями народа являются Сидящий Бык (Tȟatȟáŋka Íyotake) из хункпапа, Касающийся Облаков (Maȟpíya Ičáȟtagya) из миннеконжу; Чёрный Лось (Heȟáka Sápa), Красное Облако (Maȟpíya Lúta), Билли Миллс (Tamakhóčhe Theȟíla) из оглала; Бешеный Конь (Tȟašúŋke Witkó) из оглала и миннеконжу, Пятнистый Хвост (Siŋté Glešká) из брюле́. С конца XX века до наших дней лакота представлены активистами Расселом Минсом (оглала) и Уильямом Бёрдхедом (хункпапа, оглала, шауни, арапахо).

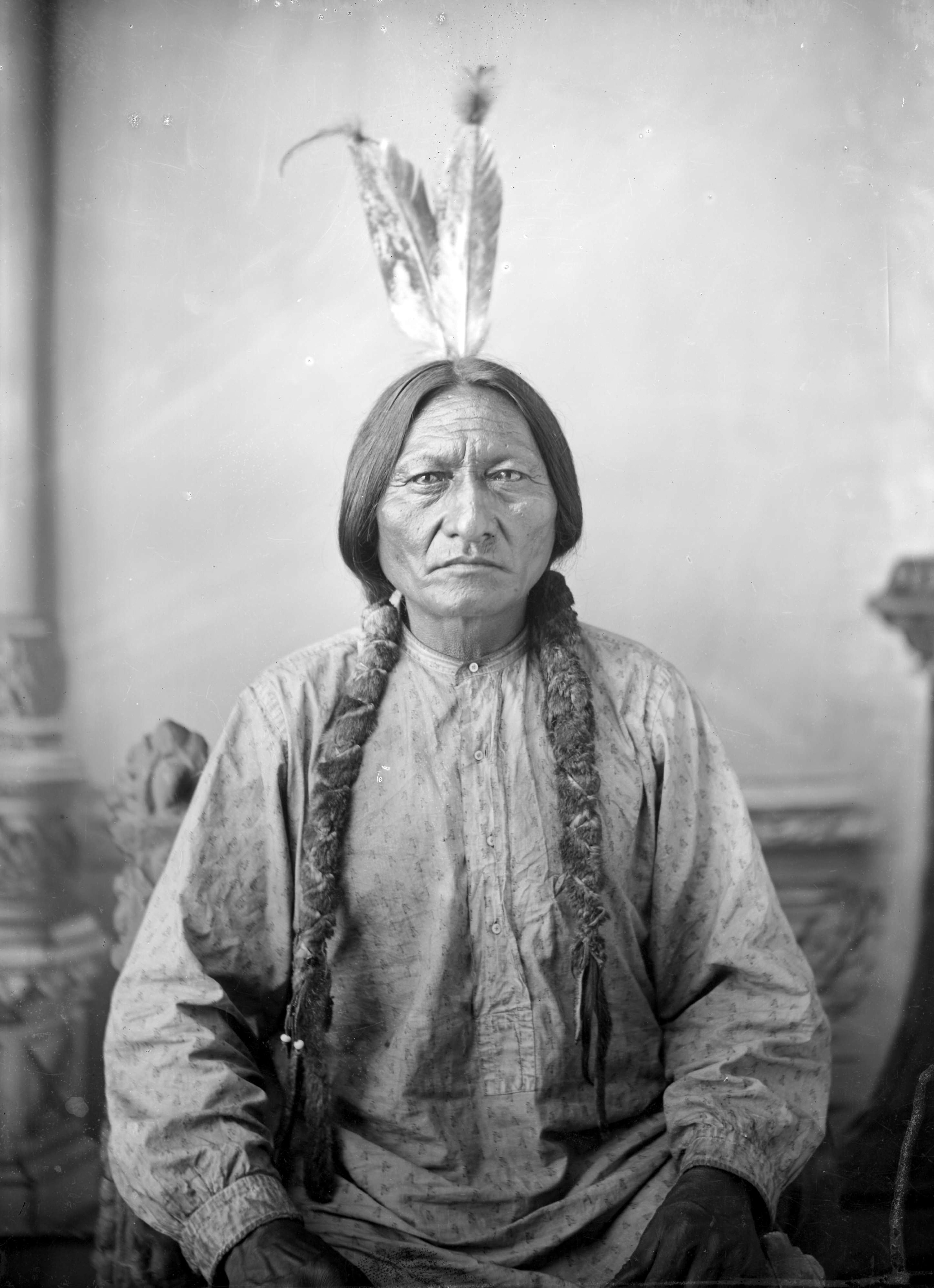
Сидящий Бык, ок. 1883 г.
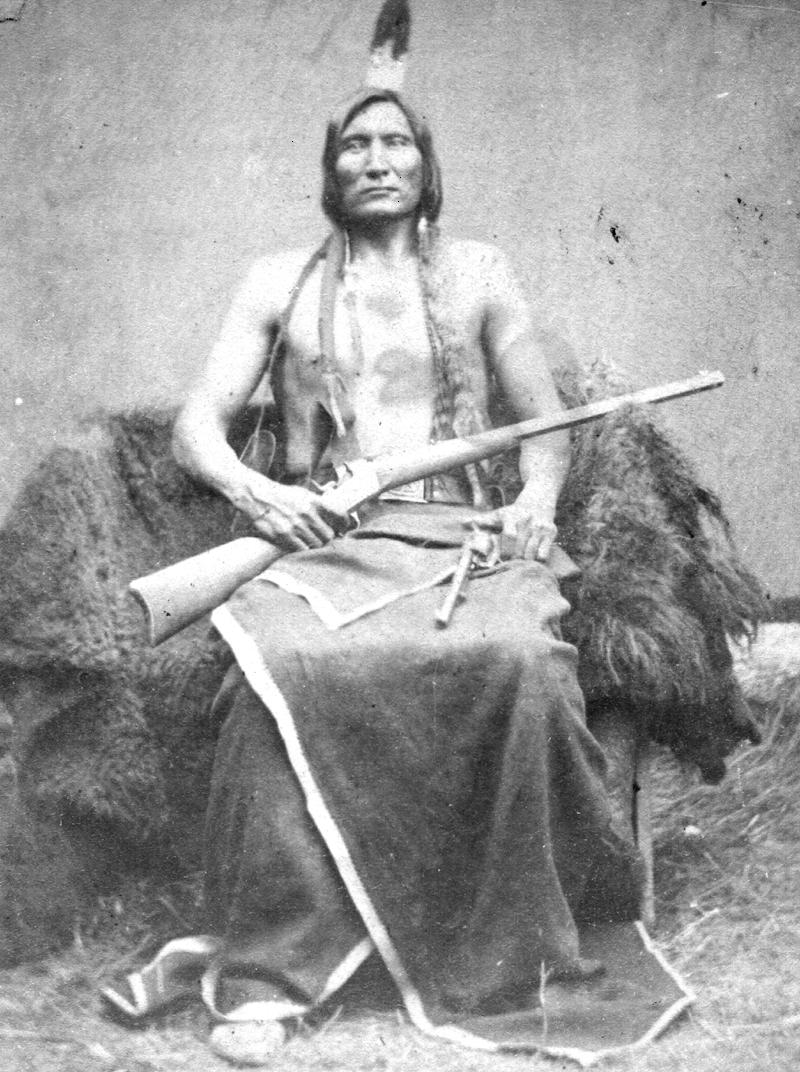
Касающийся Облаков[англ.], 1877 г.
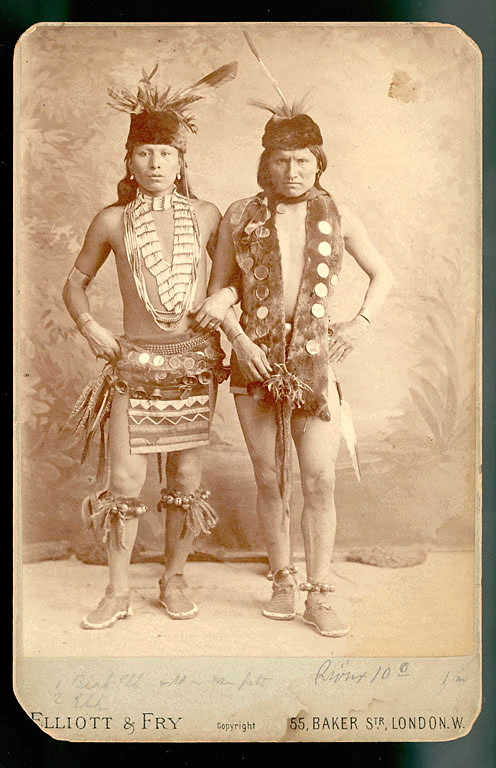
Чёрный Лось (слева), 1887 г.
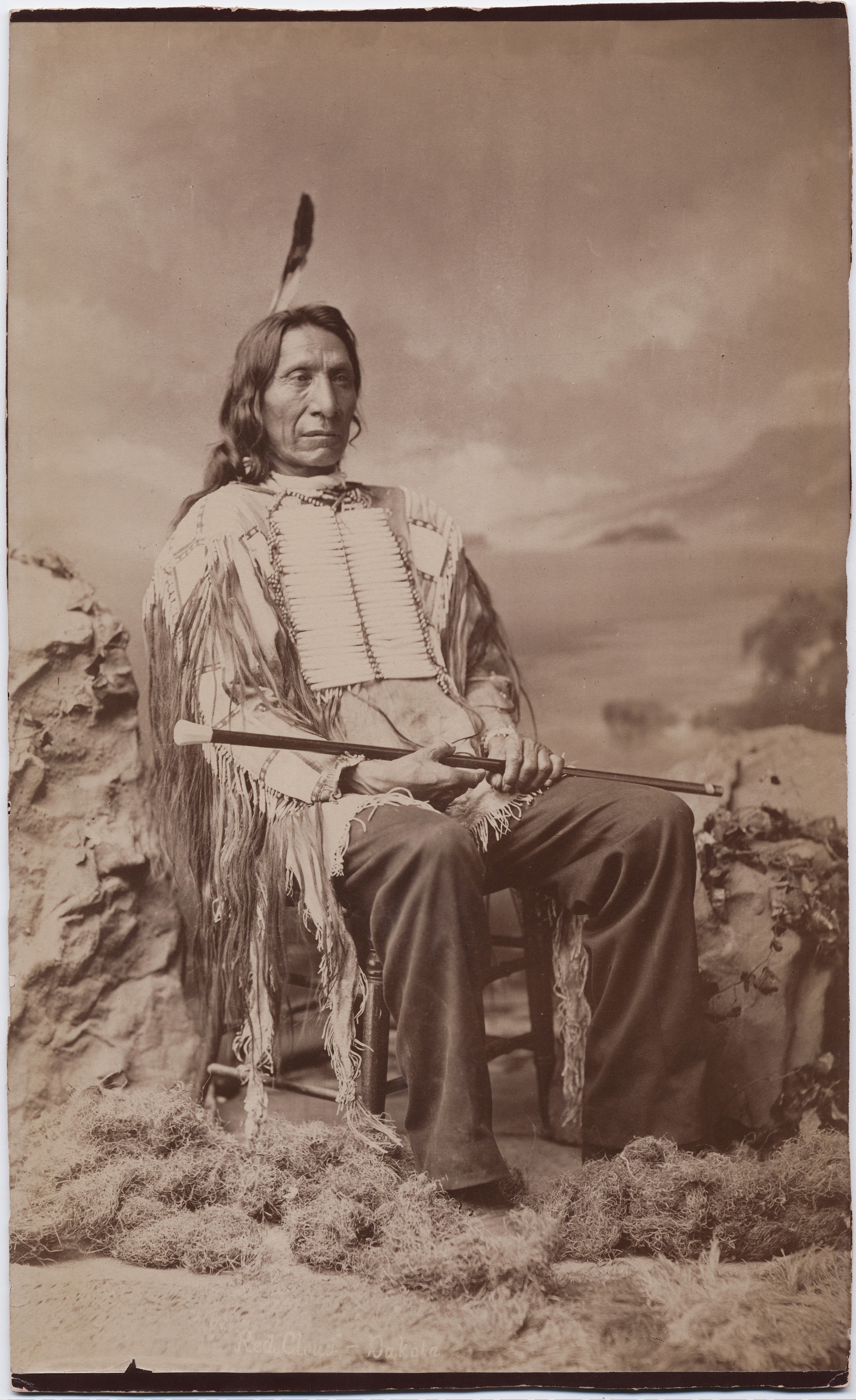
Красное Облако, ок. 1880 г.
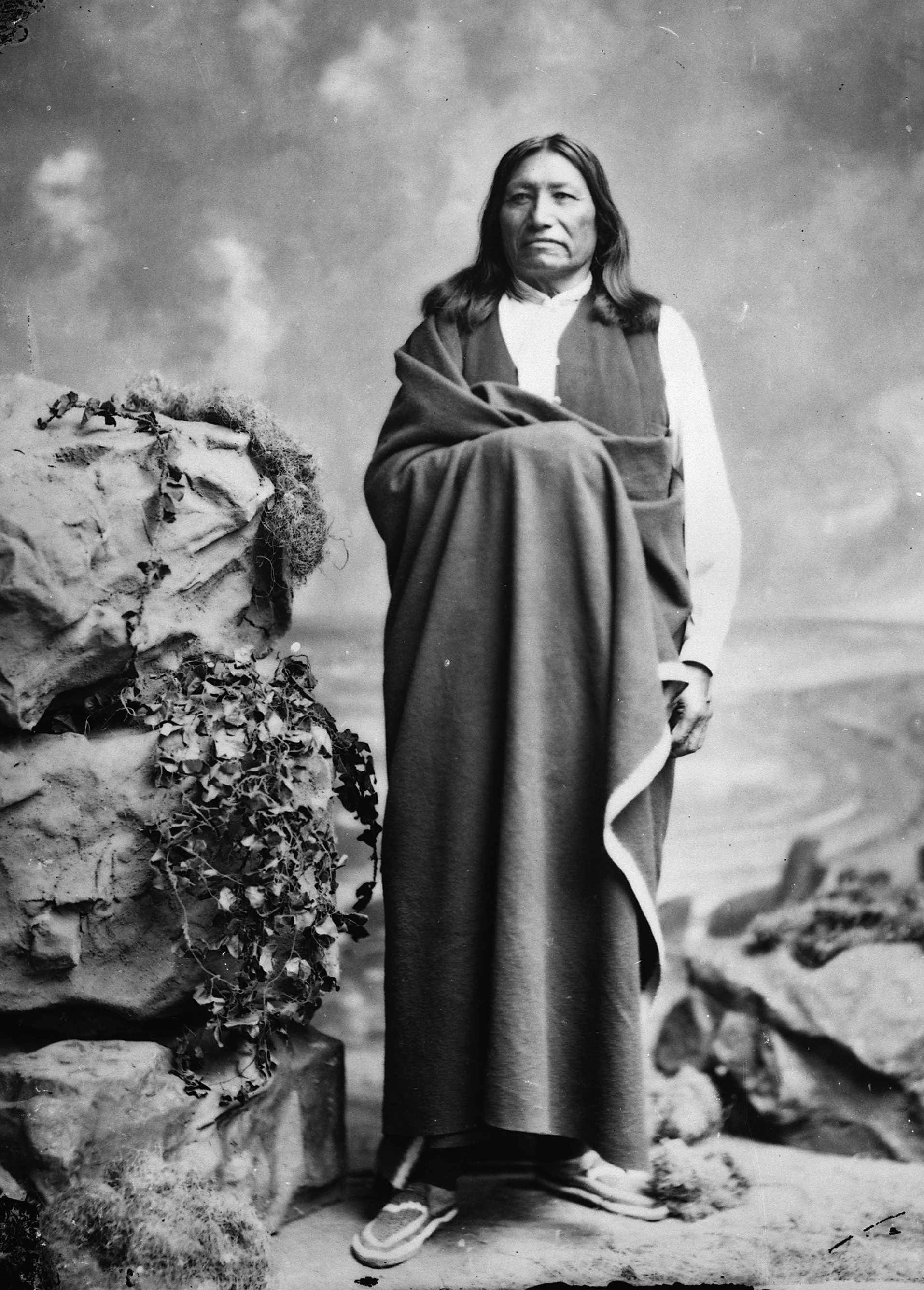
Пятнистый Хвост, между 1871 и 1907 гг.

## Язык и численность
Язык лакота  (LakȟOtiyapi) относится к сиуанским языкам, иногда его считают диалектом языка сиу. Число носителей (на 2012 год) составляет около 6000 человек. Большинство лакота говорят по-английски.
В 1805 году численность лакота насчитывала 8500 человек, а к 1881 году достигла 16 110 человек. Народ стал одним из немногих индейских племён, численность которых росла в XIX веке, когда неистовствовали болезни и войны. К 2010 году число лакота достигло более 170 000 человек, из которых около 2000 всё ещё говорят на родном языке.

## История

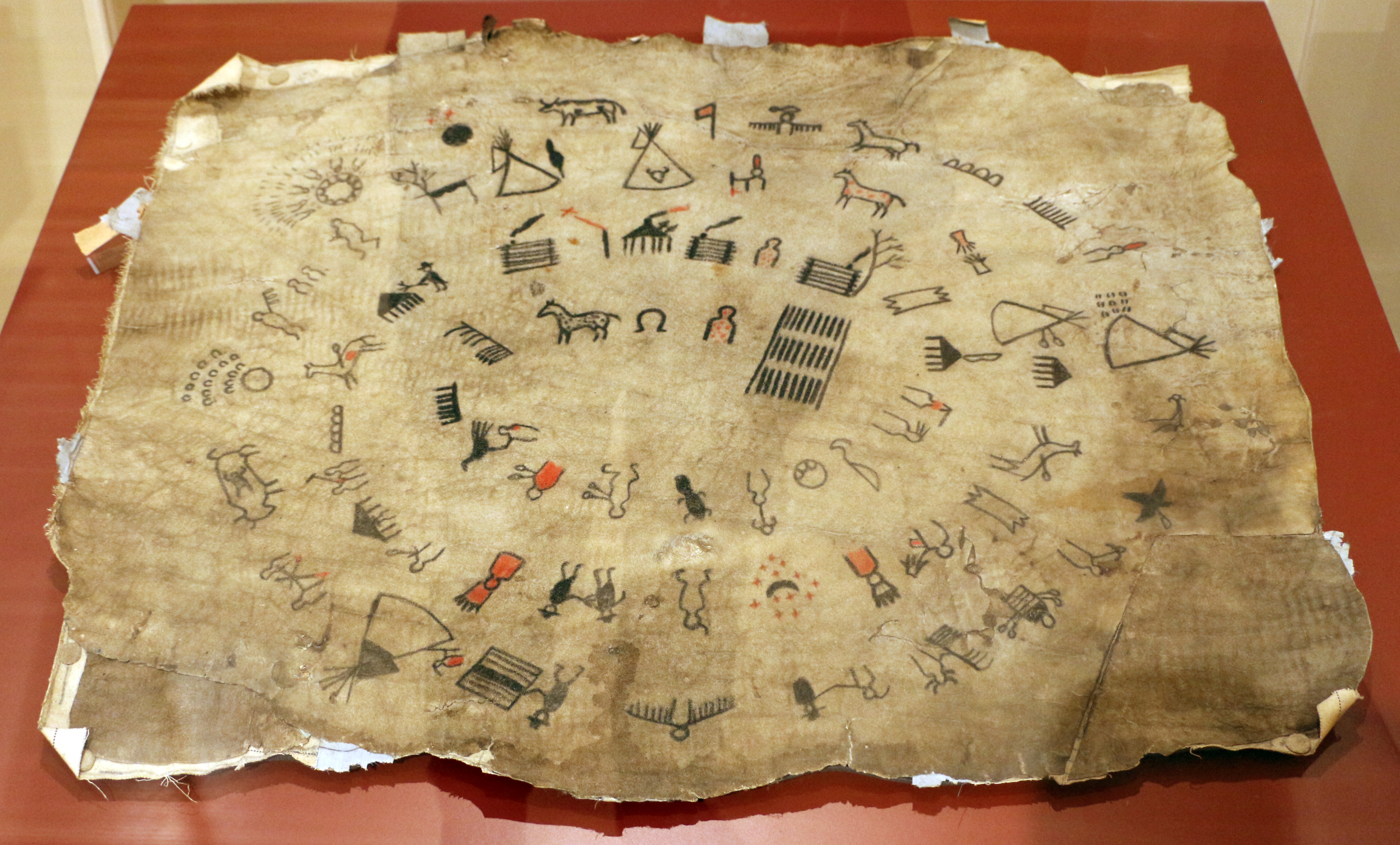
Счёт зим (ок. 1900 г.) фиксирует события 1800 -1871 гг. (от центра по спирали к внешнему краю). Speed Art Museum.

Говорящие на сиуанском языке люди, вероятно, мигрировали из мест нижнего течения Миссисипи в долину Огайо в поисках пригодных охотничьих угодий. Лакота были земледельцами и, возможно, относились к культуре строителей курганов IX-XII веков н.э. До контактов с европейцами в 1600–х годах племена Дакоты проживали в районе озера Верхнее, занимались охотой, рыбной ловлей и сбором дикого риса, по возможности (из-за почти непригодных природных условий) выращивали кукурузу.
На рубеже XVI-XVII веков дакота-лакота проживали в верховьях Миссисипи (ныне штаты Миннесота, Висконсин, Айова и две Дакоты). Военные столкновения с кри, ассинибойнами вынудили лакота мигрировать западнее на территорию Великих равнин в середине-конце XVII века. Раннюю историю лакота записывали пиктограммами на кожаных графических календарях подсчёта зим (waníyetu wówapi), позже перенесённых на бумагу. В особых случаях хранитель "счёта зим" (год отсчитывался с сезона снегопада) использовал шкуру, чтобы рассказывать о прошлом племени и воспитывать чувство общности и самобытности. "Зимний счёт Баттиста Гуда" (англ. The Battiste Good winter count) освещает историю лакота до 900 года н.э., когда Белая буйволица дала народу лакота Трубку Белой буйволицы (англ. White Buffalo Calf Pipe).
Приблизительно в 1730 году от шайеннов лакота узнали про лошадей, которых они прозвали šuŋkawakaŋ (сильный / таинственный / чудесный пёс). Освоив верховую езду, лакота сконцентрировались на бизоньей охоте.
Продолжительный период крупные и сильные поселения арикара, манданов и хидатсов препятствовали переходу лакота через реку Миссури. Передвигаясь небольшими группами, лакота удалось избежать эпидемий оспы и других заболеваний, которые нанесли серьёзный вред оседлым племенам. Когда крупная эпидемия оспы 1772-1780 годов выкосила три четверти представителей соседних племён. лакота переправились через реку в более сухие низкотравные прерии Высоких равнин. Вновь прибывшими были Saône, ловкие всадники, которые быстро освоили занятую территорию. В 1765 году разведчики Saône'ов обнаружили Блэк-Хилс (Paha Sapa) и обосновались здесь. Спустя 10 лет оглала и брюле пересекли Миссури, вытеснили шайеннов к западу, к бассейну реки Паудер и закрепились в регионе.
В ходе экспедиции Льюиса и Кларка 1804-1806 годов произошло столкновение с лакота. Местные жители воспрепятствовали продвижению участников экспедиции вверх по реке, и последние приготовились к сражению, которое так и не состоялось. Некоторые племена лакота стали первым коренным народом, оказавшим помощь армии США в межплеменной Войне арикара 1823 года к западу от Миссури. В 1843 году южные лакота напали на деревню пауни Синяя Накидка недалеко от реки Луп в Небраске, где многих жителей убили и сожгли до половины землянок. В 1873 году лакота нанесли серьёзный удар по пауни в ходе резни в Каньоне на реке Репабликан. Было убито 71 воина пауни, 102 женщины и ребёнка, тела жертв были изуродованы и скальпированы, прочих сожгли.
Почти полвека спустя США на земле лакота без их ведома построили Форт Ларами и заключили Договор в форте Ларами (1851), чтобы обезопасить европейско-американских путешественников на Орегонской тропе. Шайенны и лакота ранее нападали на группы эмигрантов в борьбе за ресурсы, в отместку за посягательства на родные земли. Договор в форте Ларами признал суверенитет лакота над Великими равнинами в обмен на свободный проезд для американцев европейского происхождения по Орегонской тропе "пока течёт река, и парит орёл". Однако часто письменные мирные соглашения оказывались недействительными. Увеличение числа поселений на северных равнинах в середине века провоцировало конфронтации индейцев и европейского населения.

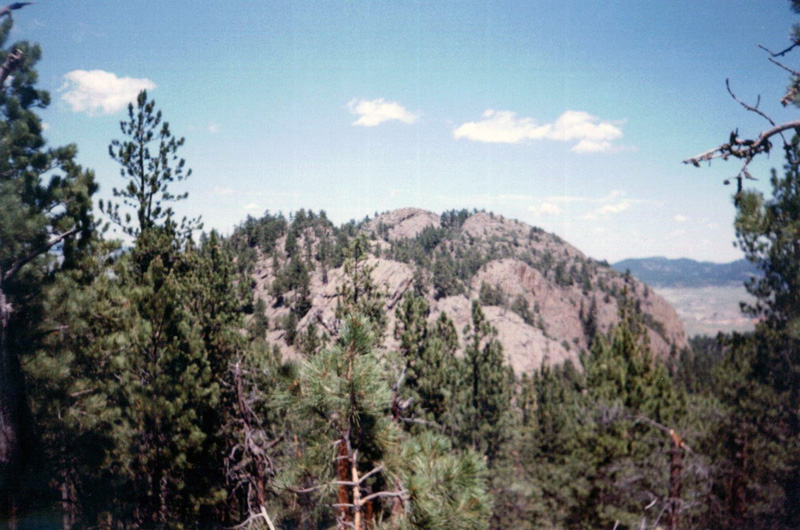
Иньян Кара - священная гора лакота хребта Paha Sapa (Блэк-Хилс)

С 1864 года набеги лакота с союзными арапахо и шайеннами на европейских поселенцев участились. Этим особо прославились оглала под предводительством Красного Облака. Постоянные набеги вынудили США подписать Договор в форте Ларами 1868 года. Данный договор не исполнил обещание предоставить лакота большую резервацию. Добыча золота в Блэк-Хилс (англ. Чёрные Холмы) вызвала возмущение лакота, почитавших это священное для народа место, что привело к широкомасштабной военной операции (война за Блэк-Хилз, 1876—1877), возглавляемой генералом Филипом Шериданом. Следом грянула битва при Литл-Бигхорне (1876). Вождь Сидящий Бык заявил, что будет защищать Блэк-Хилс: «Нам здесь не нужны белые люди. Блэк-Хиллз принадлежат нам. Если белый человек захочет их забрать, я буду сражаться». При атаке на превосходящие силы индейцев под командованием Сидящего Быка и Неистового Коня переоценивший свои силы подполковник Джордж Армстронг Кастер приказал войскам отступать, однако американские солдаты были окружены и убиты на холме, ныне названном холмом Кастера.
На какое-то время наступило шаткое перемирие. Американские военные возобновили систематическую войну против лакота с помощью их традиционных врагов: пауни, шошонов и кроу. Весной 1877 года лакота, шайены и поддерживавшие их арапахо были вынуждены согласиться на предложение США жить в резервациях. В 1880-х годах лакота столкнулись с суровой действительностью нового образа жизни, и их политическая система распалась. Им запрещалось справлять религиозные обряды, а детей отбирали и отправляли в отдалённые школы для изучения традиций чужой культуры. В 1889–1890 годах среди индейцев пайютов распространилась Пляска Духа, соединившая христианское учение и религиозные верования лакота. Пляска Духа стала одной из причин, приведшей к Резне на ручье Вундед-Ни, ставшей печальным концом долгого противостояния между армией США и лакота.

### XX век
В 1930-е годы социальная активность лакота выросла, благодаря общинам при христианских церквях. Лакота совмещали свои танцы и игры с летними мероприятиями, но религиозное и культурное пробуждение произошло три десятилетия спустя. В 1950-1960-х годах лакота переживали тяжёлые годы. Плотина Пика-Слоана затопила водами Миссури часть земель лакота, отчего 600 семей лишились жилья. Политические программы правительства США часто игнорировали интересы племенного сообщества, тогда как переселение индейцев сравни их уничтожению. Многие лакота перебрались в Нью-Йорк, Лос-Анджелес и Чикаго, не находя возможности вести достойную жизнь. Однако «городские» индейцы не смешались с массами, в них окрепло чувство национальной осознанности, а в среде молодёжи возникли радикальные идеи. В своей книге «Кастер умер за ваши грехи: Индейский манифест» (англ. Custer Died for Your Sins: An Indian Manifesto) 1969 года оглала-лакота Вайн Делориа-младший раскритиковал американцев за искажение истории коренных американцев. «Красная сила» и другие радикальные индейские движения быстро захватили умы. Движение американских индейцев (англ. American Indian Movement, AIM), основанное в Миннесоте в 1968 году, в конце того же десятилетия встало на защиту всех индейцев и организовывало всё более крупные демонстрации против США. Требования протестующих лакота и других племён становились всё твёрже, и в ходе столкновений были убиты два представителя лакота. Кровопролитие усилило разногласия среди бастующих сторон. В резервации Пайн-Ридж бастующие оглала, возмущённые убийством соплеменника белокожим человеком, столкнулись со стражами порядка (Guardians of the Oglala Nationin) из метисов. Стражи порядка с применением силы пытались разогнать возмущённых и напасть на лидера AIM Рассела Минса, пришедшего поддержать лакота. Беспорядки достигли апогея в феврале 1973 года, когда около 200 вооружённых активистов AIM и группа бастующих оцепили поле боя в Вундед-Ни и взяли 11 белых мирных жителей в заложники. События транслировались мировыми СМИ. Власти США направили на подавление восстания армейскую технику с истребителями. В ходе завязавшейся перестрелки несколько индейцев были убиты огнём, ведущимся с крыши церкви.
Борьба за власть внутри движения продолжилась и после подавления восстания. В Пайн-Ридж царила атмосфера страха и подозрительности, и в 1975 году здесь в ходе перестрелки были убиты два агента ФБР и один местный житель. В конце века национальные и мировые СМИ осветили визит президента Билла Клинтона в Пайн-Ридж, беднейший регион США. Со времён Франклина Д. Рузвельта ни один действующий президент США не посещал индейскую резервацию. Несмотря на множество обещаний, приезд Клинтона не привёл к существенным изменениям.

### 2000-е
Борьба AIM за права лакота и прочих индейцев продолжается и в XXI веке. AIM объявила День благодарения «Национальным днём скорби», поскольку прибытие иммигрантов принесло коренным американцам много горя. Лакота также выразили недовольство выплаченной им денежной компенсацией и отказали США в правах на Блэк-Хилс. В декабре 2007 года активист Рассел Минс и высшее руководство лакота передали Госдепартаменту США послание, в котором отказываются от старых соглашений, заключённых более 150 лет назад. Речь шла не о выходе из состава США, а о требовании вернуть исконные земли, входящие ныне в состав пяти штатов, для обеспечения независимого существования. Требования согласуются с Конституцией США и законами страны.

## Движение за независимость

Флаг племени оглала лакота, ставший позднее флагом всей конфедерации лакота

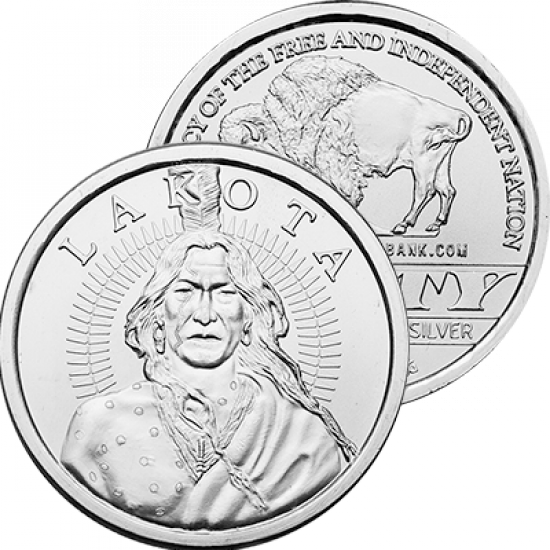
Монета непризнанной Республики Лакота

### Начало движения
В начале 1974 года активисты из племени лакота начали предпринимать шаги по обретению независимости от США. Эти шаги состояли в написании собственной декларации независимости и юридическом подтверждении своих требований с точки зрения конституции США и международного права.
В 1994 году лакота одними из первых присоединились к международной Организации наций и народов, не имеющих представительства (UNPO). В 2007 году их членство прекратилось в связи с провозглашением Республики Лакота.

### Республика Лакота
20 декабря 2007 года группа лакотских активистов проинформировала Госдепаратамент США, что их племя в одностороннем порядке приостанавливает действие договоров, подписанных с федеральным правительством, и провозглашает независимость Республики Лакота. Они планируют выпустить собственные паспорта и водительские права. В качестве причин своего решения активисты приводят негативный эффект, оказанный вхождением в США на их племя, а также то, что условия, созданные для них правительством США, привели, в частности, к высокому проценту самоубийств среди молодёжи и низкой продолжительности жизни.
Ни одна из стран мира не признала Республику Лакота.

## Культура
См. также Верования лакота

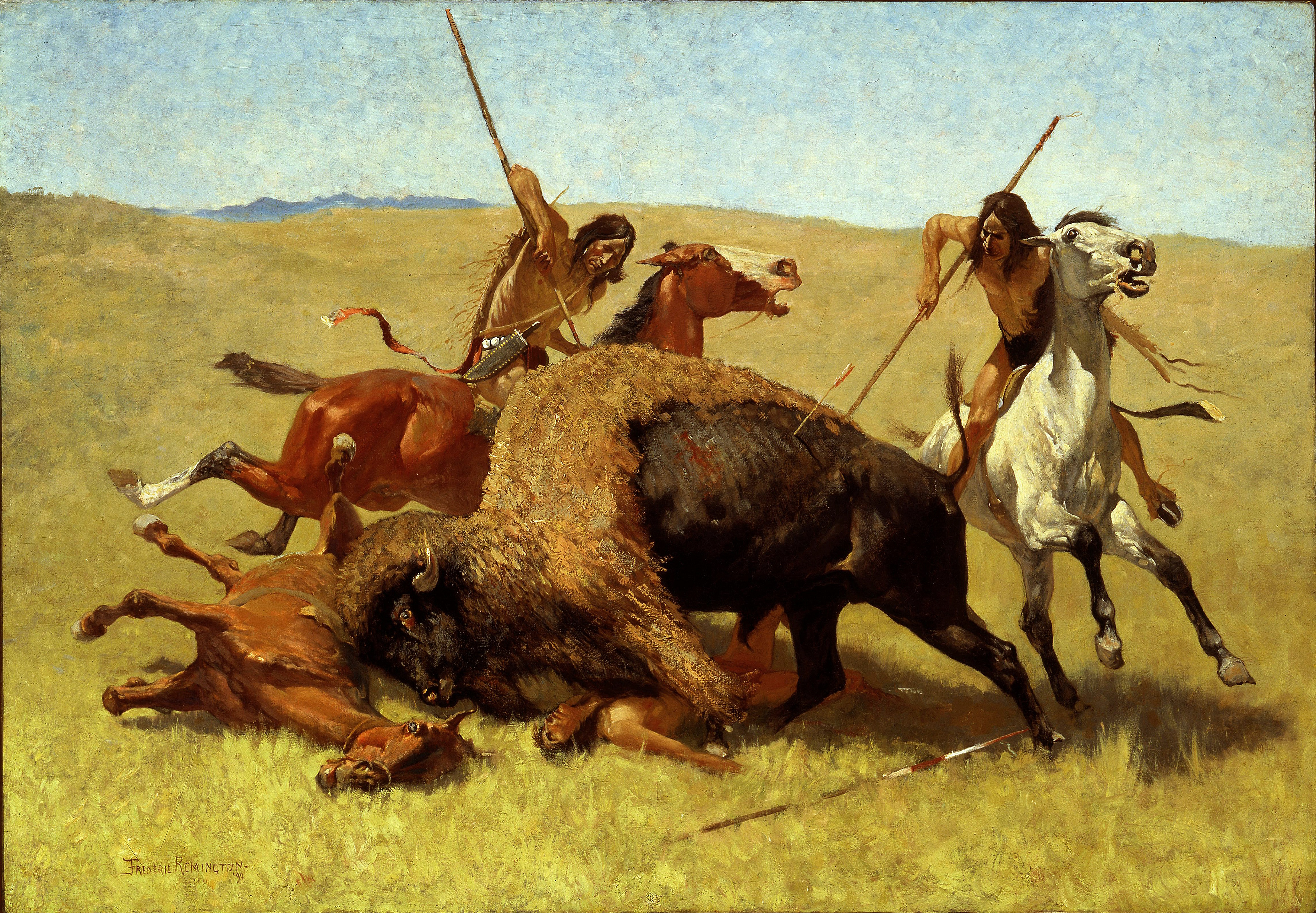
Фредерик Ремингтон "Охота на бизонов", 1890

Лакота относятся к культуре индейцев Великих равнин. Народ вёл кочевой образ жизни и перевозил своё имущество на волоках. До начала XIX века лакота жили в традиционных жилищах типи, покрытых шкурами бизонов, от которых зависело их существование. Из бизоньей кожи также изготавливали одежду, из сухожилий — тетиву для луков и материал для шитья, а рога носились как украшение. Высушенным навозом бизонов поддерживался огонь на безлесых равнинах.

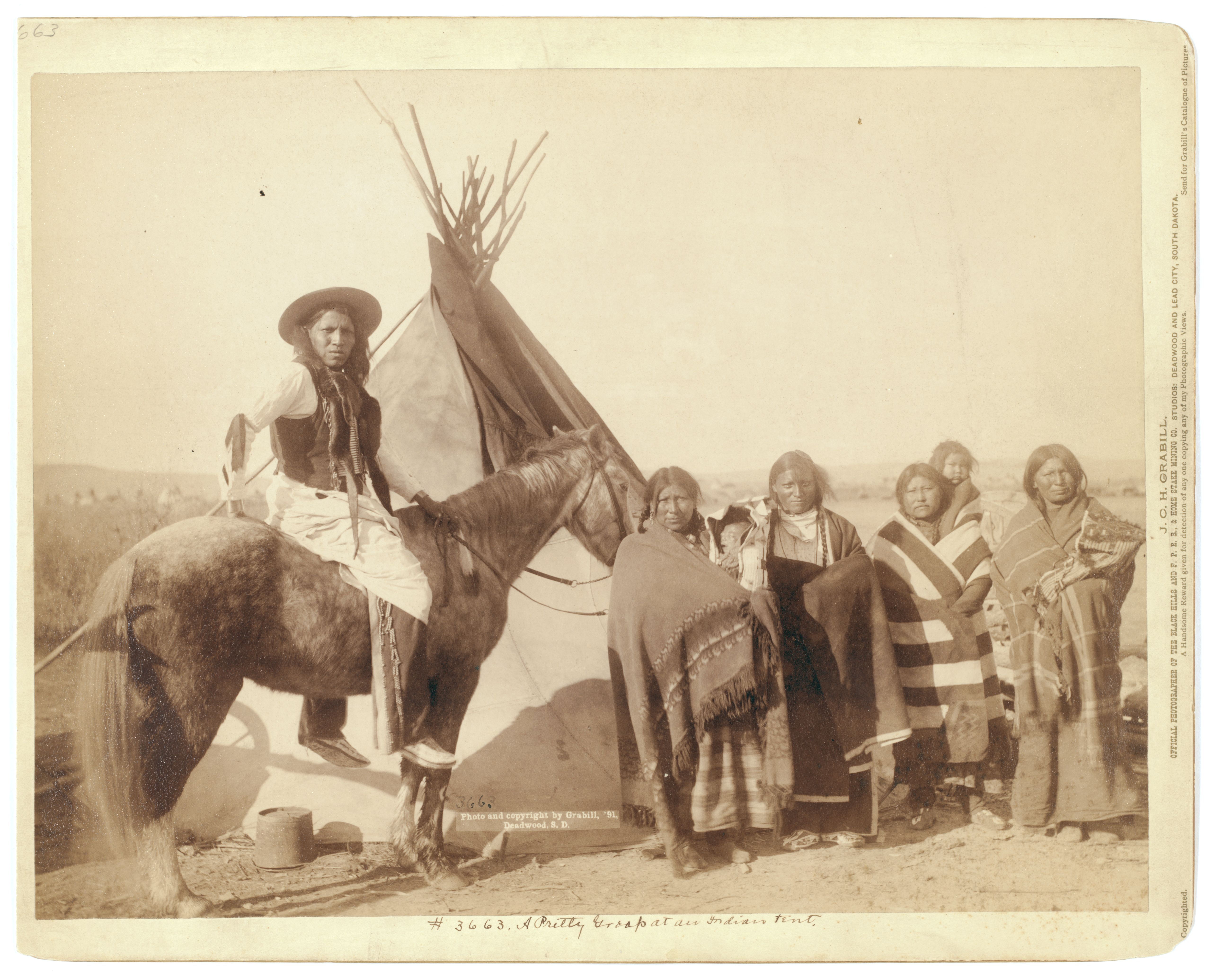
Представители лакота в 1891 году возле типи. Предположительно недалеко от резервации Пайн-Ридж

Летом мужчины носили набедренные повязки и мокасины, а зимой — кожаные рубашки, лосины и меховые тулупы. Женщины носили меховые платья свободного кроя, а детей одевали в шкуры буйволят. В женские обязанности входили обработка бизоньих шкур, пошив одежды и накидок для типи. Пошив накидок был тяжелой работой для одной женщины, поэтому этим занималось несколько женщин, помогая друг другу.

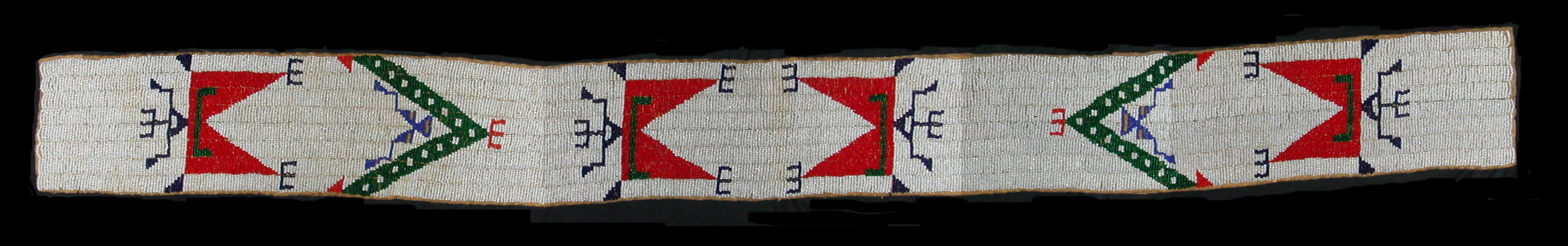
Плетёная подпруга, ок. 1850 год.

Церемония с трубкой мира (Čhaŋnúŋpa oder Čhaŋnúŋpa Wakȟáŋ) проводится и сегодня при священных обрядах и католических мессах (в резервациях). Согласно поверьям, лакота получили трубку мира от доброго духа Whope (Красавицы), также Pte Ska Win/ Pte San Wi (Белой буйволицы). Так культурный герой Whope передала сиу «Семь священных обрядов», которые представляют собой неотъемлемую часть ритуальной жизни лакота:
1. Inipi, Inípi, иногда также Inikagapi, Iníkaǧapi (англ. Sweat Lodge Ceremony) — индейская парная для ритуала очищения использовалась в начале или в конце других церемоний, либо проводилась перед важным мероприятием (например, перед охотой на бизонов или военным походом).
2. Haŋblečeya, Hanblecha, Hanbléčheya (англ. Crying for a vision, The Vision Quest) — поиск видений в сопровождении Wičasa Wakan занимал 2-4 дня.
3. Wanagi yuhapi, Nagi Gluhapi, Naǧí Gluhápi (англ. The Ghost Keeping Ceremony, The Keeping of The Soul) — очищение души, чтобы она после смерти могла попасть к Вакан-Танке (Wakȟáŋ Tȟáŋka).
4. Wi Wanyang wacipi, Wiwanke Wachipi, Wiwang Wacipi, Wi Wáŋyaŋg Wačhípi (англ. The Sun Dance) — Пляска Солнца в честь Wičasa Wakan, где нередко проходил обряд инициации мальчиков.
5. Hunkapi, Hunka Kacapi, Huŋkáyapi (англ. the making of relatives, The Hunka Ceremony) — усыновление. Впервые обряд объединил лакота и арикара, что стало символом родства и мира между народами. Позже другие народы с ритуалом Hunkapi могли принять в родственники нового Tiyóspaye.
6. Isnati awicalowan, Ishna Ta Awi Cha Lowan, Isnati Awicalowanpi, Isnáthi Awíčhalowaŋpi (англ. Preparing a Girl for Womanhood, Coming of Age, The Girl’s Puberty Rite) — ритуал полового созревания для девочек с началом первой менструации как обряд перехода в статус женщины.
7. Tapa wankayeyapi, Tapa Wankaye Yapi, Tapa Wankaheyapi, Tȟápa Waŋkál Yeyápi, Tȟápa Kaȟ’ól Iyéyapi (англ. The Throwing of the Ball Ceremony) — игра в мяч, когда мяч подбрасывался на все четыре стороны света, в небо и на землю, чтобы подчеркнуть повсеместность Вакан-Танки.

Помимо упомянутых обрядов практиковались также важные церемонии вроде Yuwipi или Lowanpi (англ. Yuwipi Ceremony) — Ритуал исцеления, который обычно проводился ночью знахарем Pejuta Wacasa, так называемым Yuwipi, который очищал себя и присутствующих с помощью Inipi. Его заворачивали в одеяло и связывали священными шнурами (Canli Pahta). Поэтому этот обряд получил название Yuwipi («заворачивание [в одеяло]» или «связывание»). Если церемония происходила без связывания, то тогда называлась Lowanpi. Во время церемонии Yuwipi стоял с Wiwila («маленькими людьми») в облике мифических животных, которые символизировали жизненные силы, чтобы Yuwipi мог исцелить больного. Лакота верили, что постоянное физическое и умственное взаимодействие с могущественными духами (Wakȟáŋ; Wakan) приводило к тому, что Yuwipi проживали короткую тяжёлую жизнь. Иногда эту церемонию сравнивают с мидевивином анишинаабе.
Что входит или не входит в «Семь священных обрядов» остаётся вопросом спорным и дискуссионным.

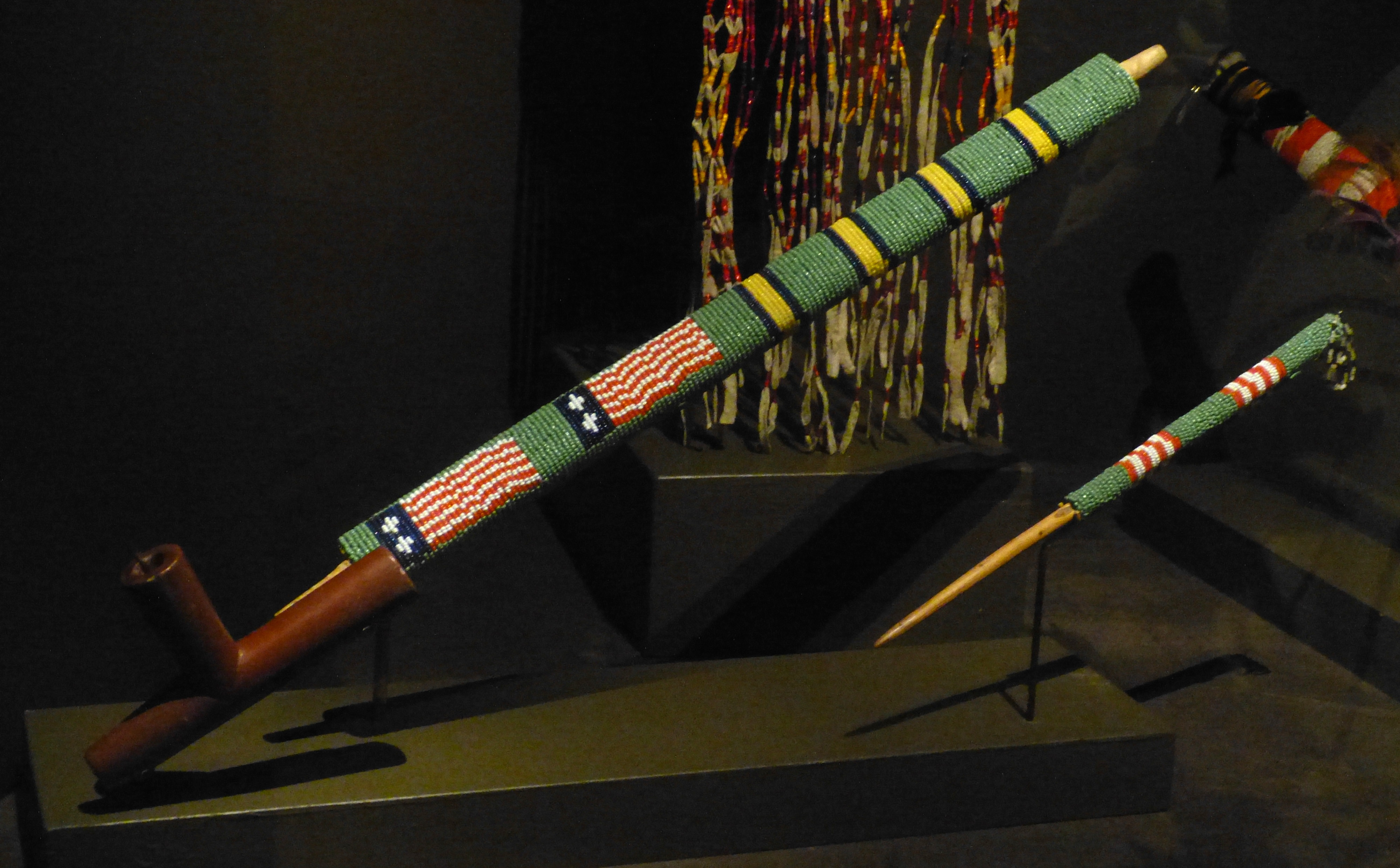
Трубка из ясеня, ок. 1940 год. Национальный музей ковбоев и западного наследия
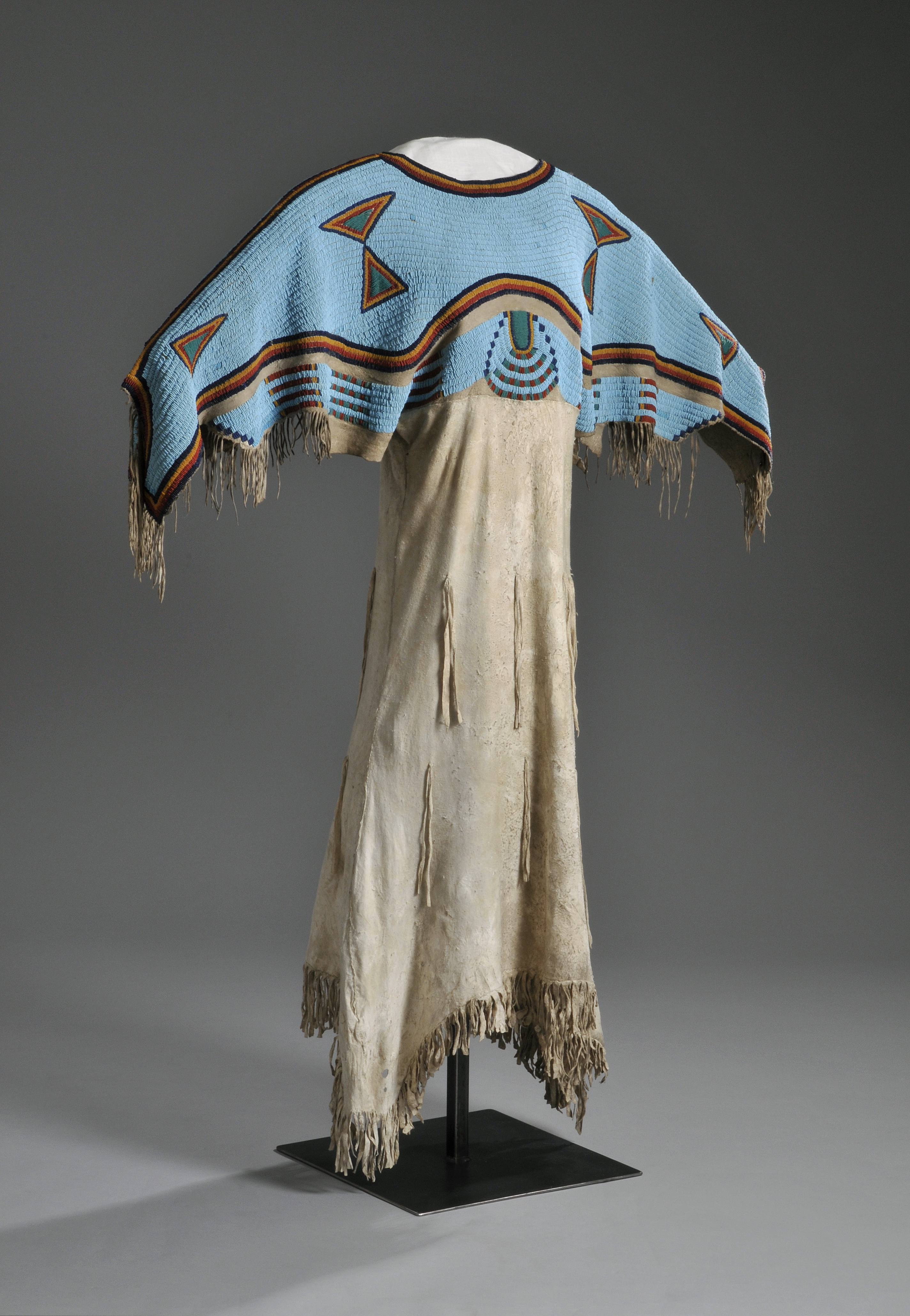
Праздничный наряд лакота, ок. 1870 года. Немецкий музей кожи[нем.]
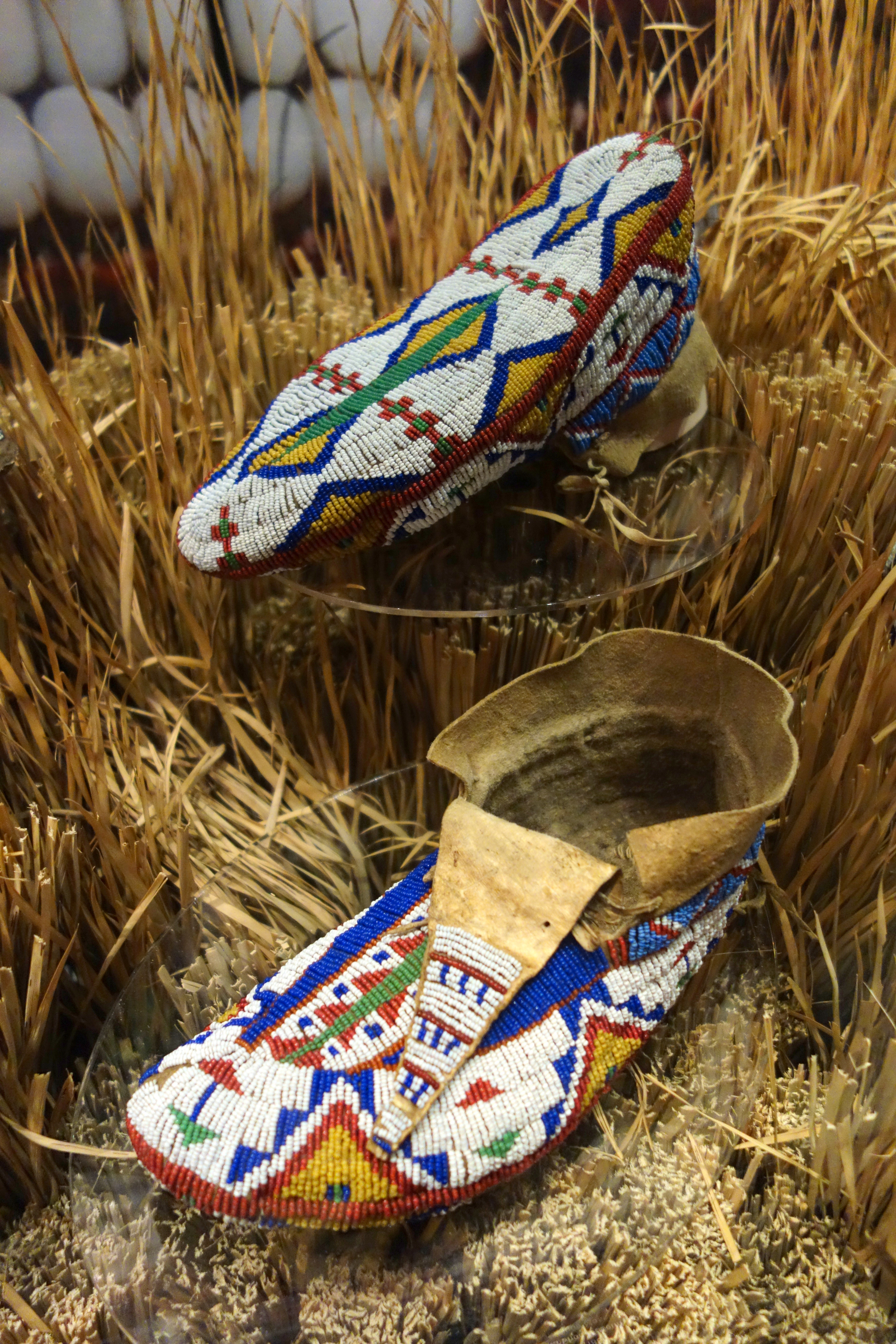
Мокасины, ок. 1880 год. Музей обуви Бата[англ.]  в Торонто.
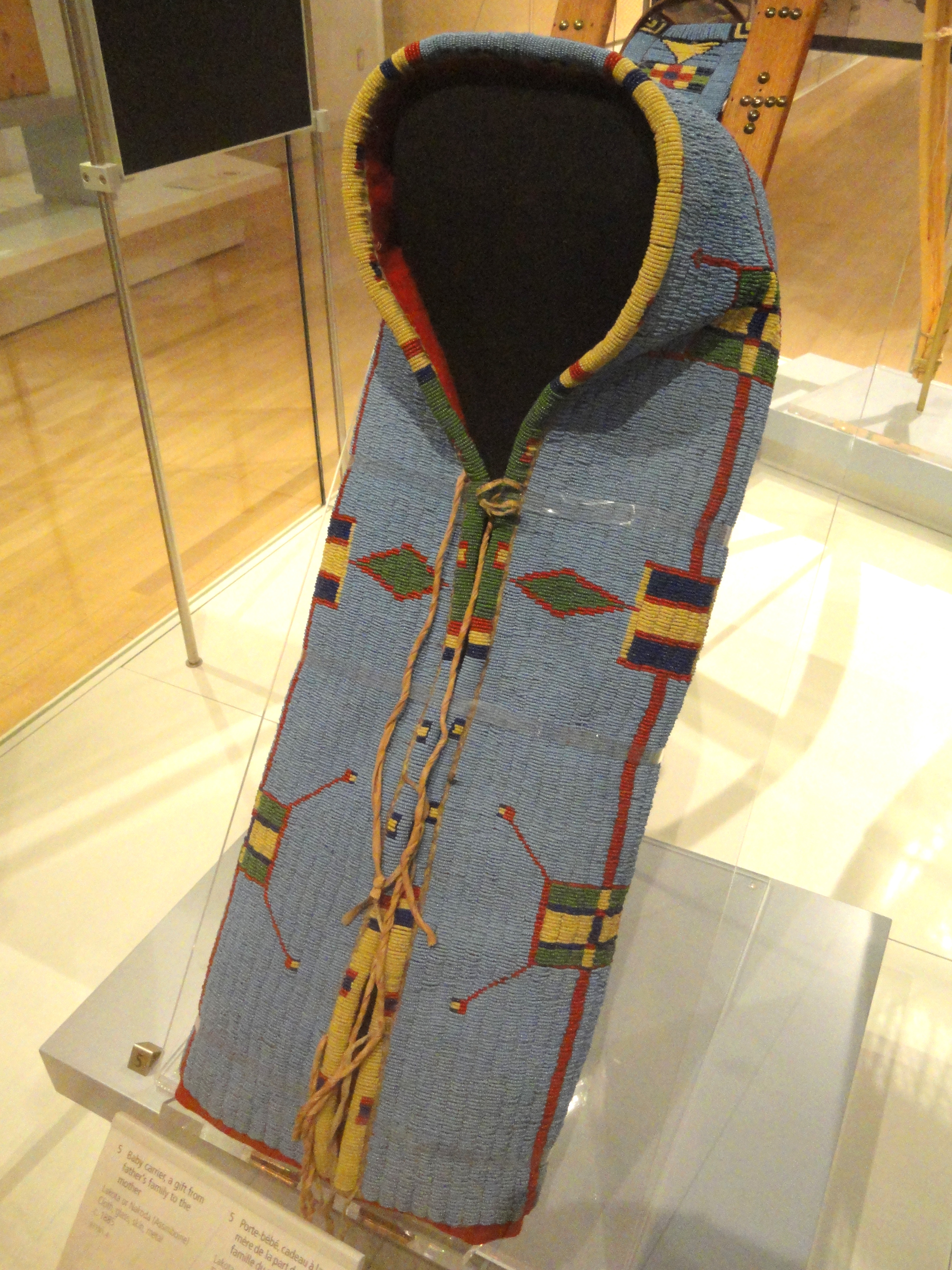
Детская переноска, ок. 1885 год. Королевский музей Онтарио
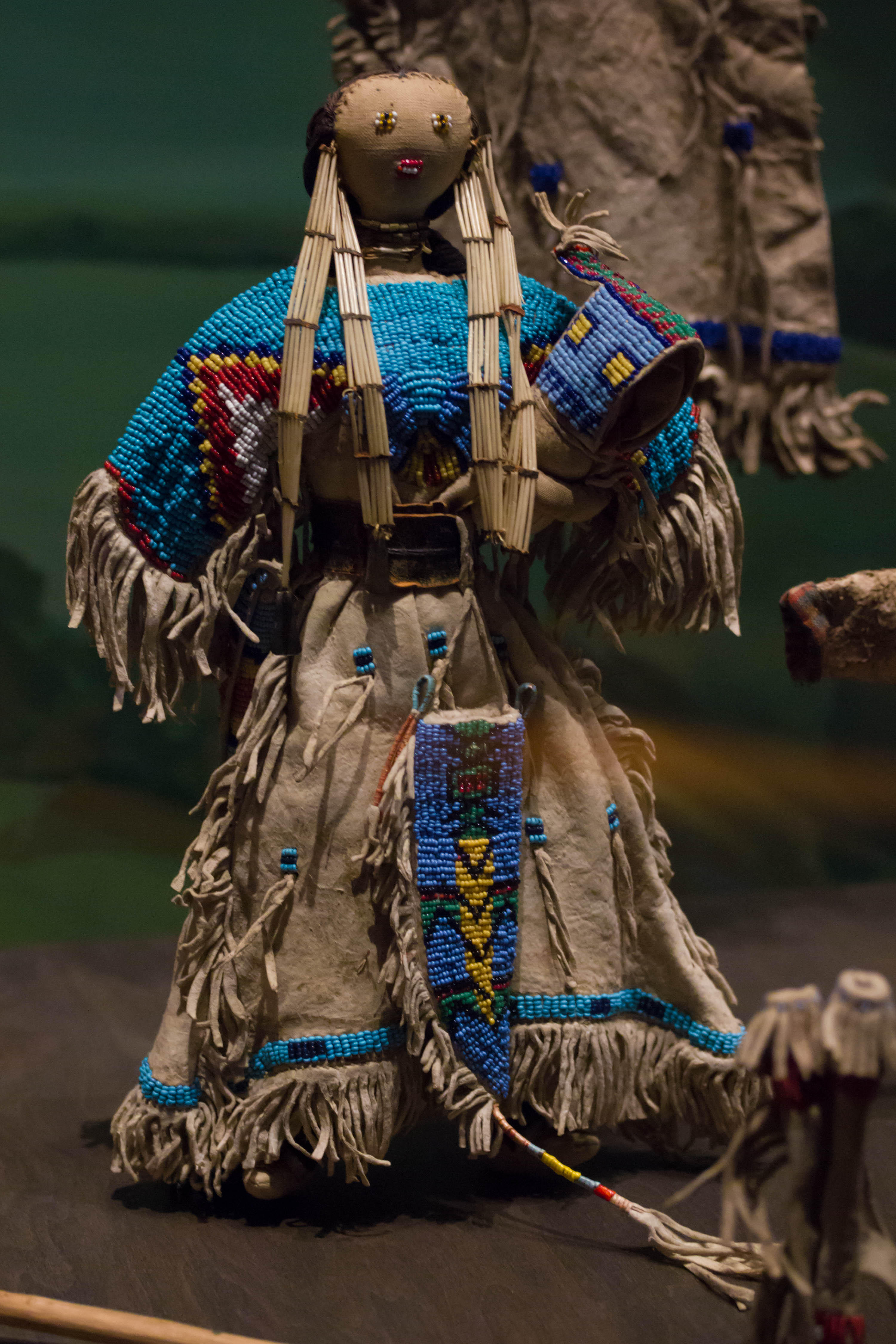
Кукла ок. 1890 года. Национальный музей американских индейцев
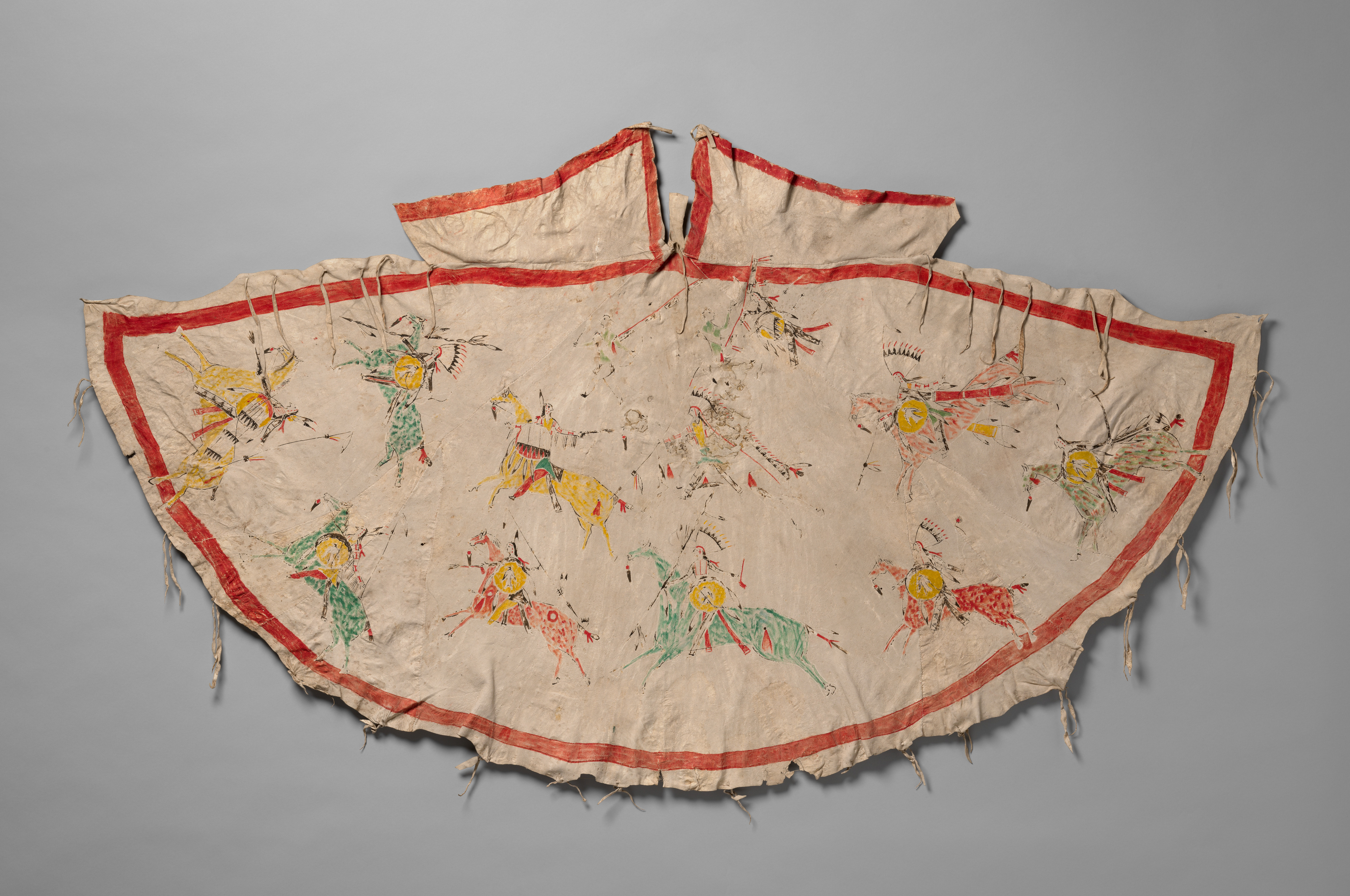
Накидка для типи, ок. 1885 год. Метрополитен-музей
Плетёная сумка лакота, конец XIX века. Художественный музей Кливленда
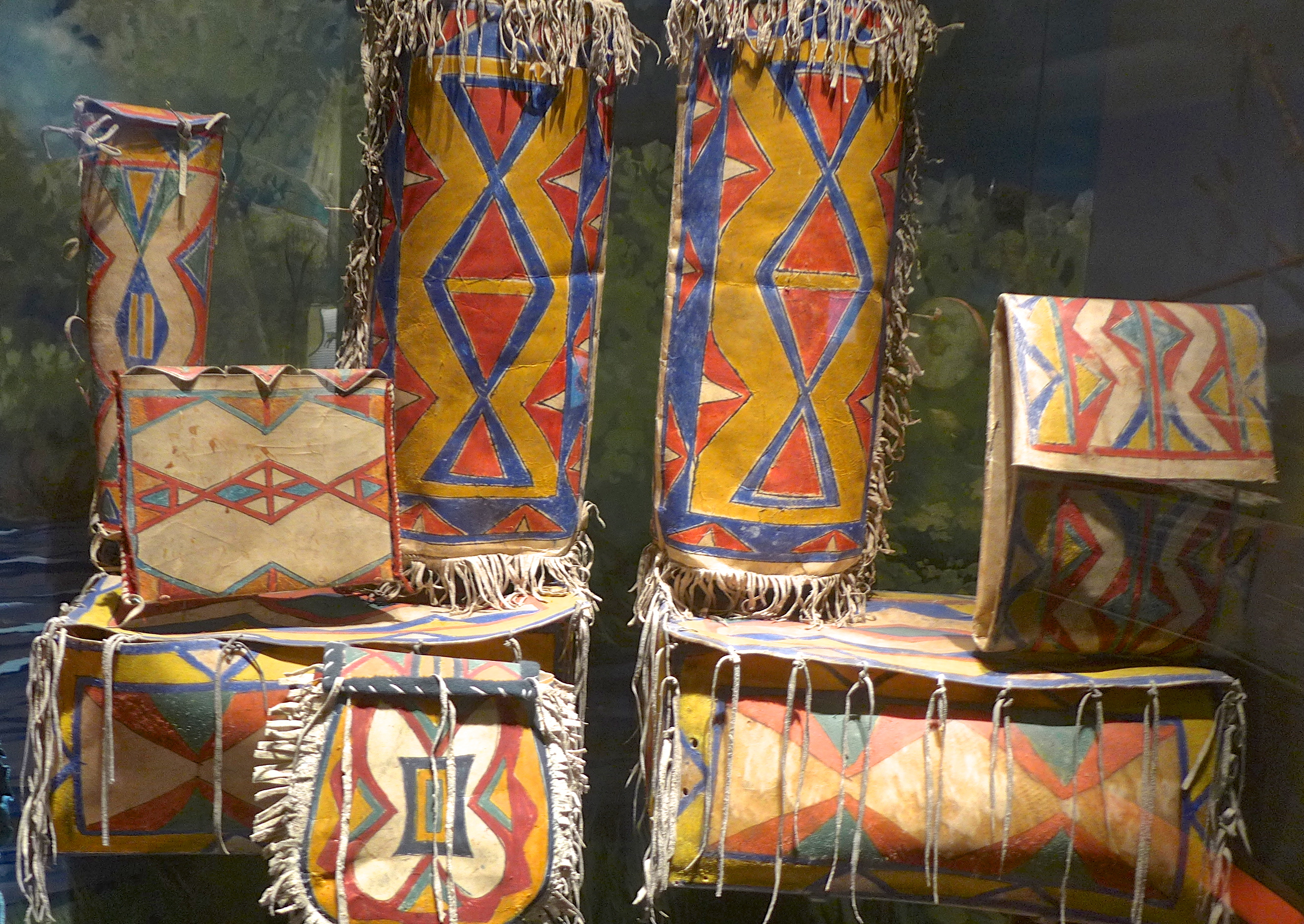
Парфлеш[англ.] (изделия из кожи буйвола)
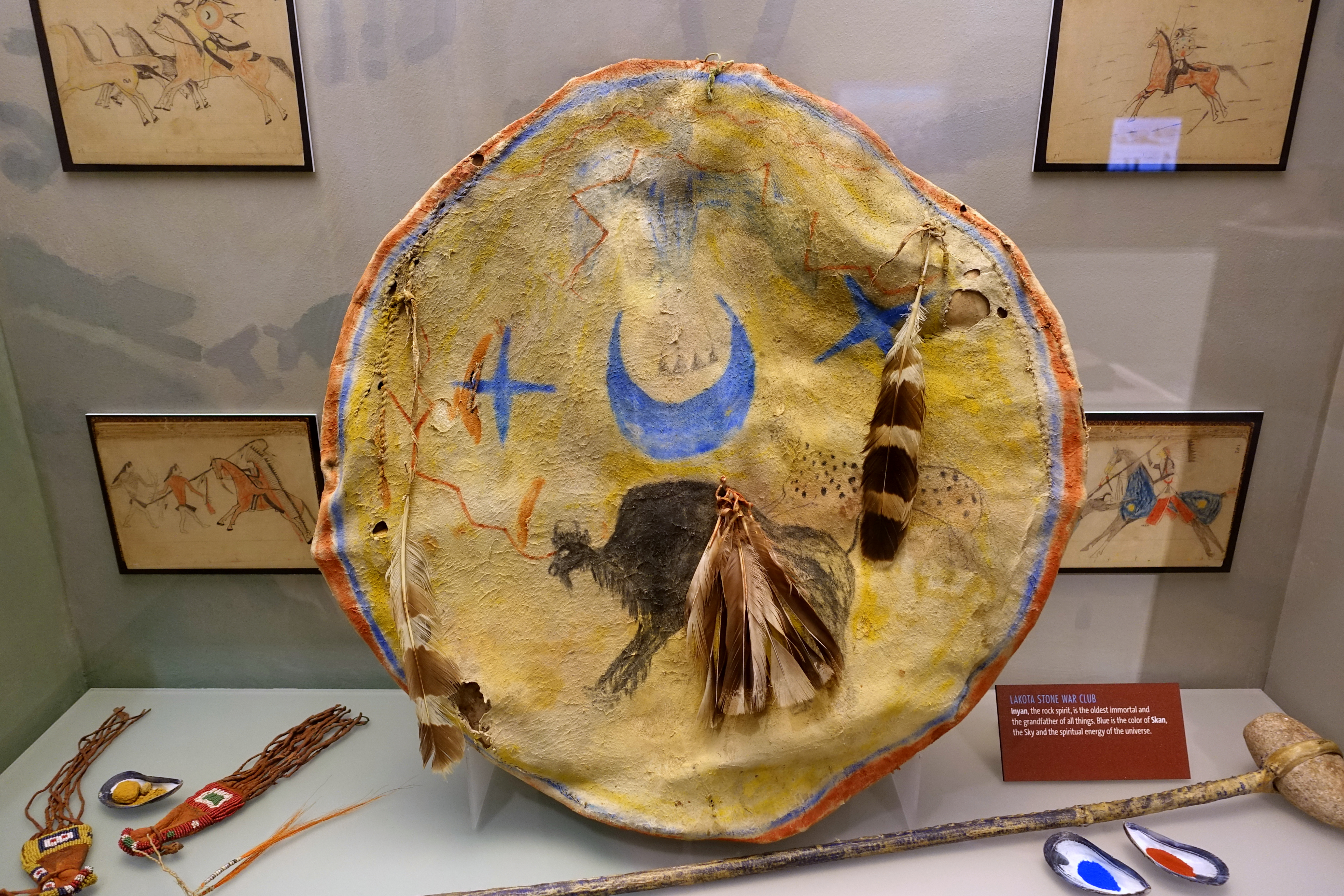
Щит в Музее археологии и этнологии Пибоди
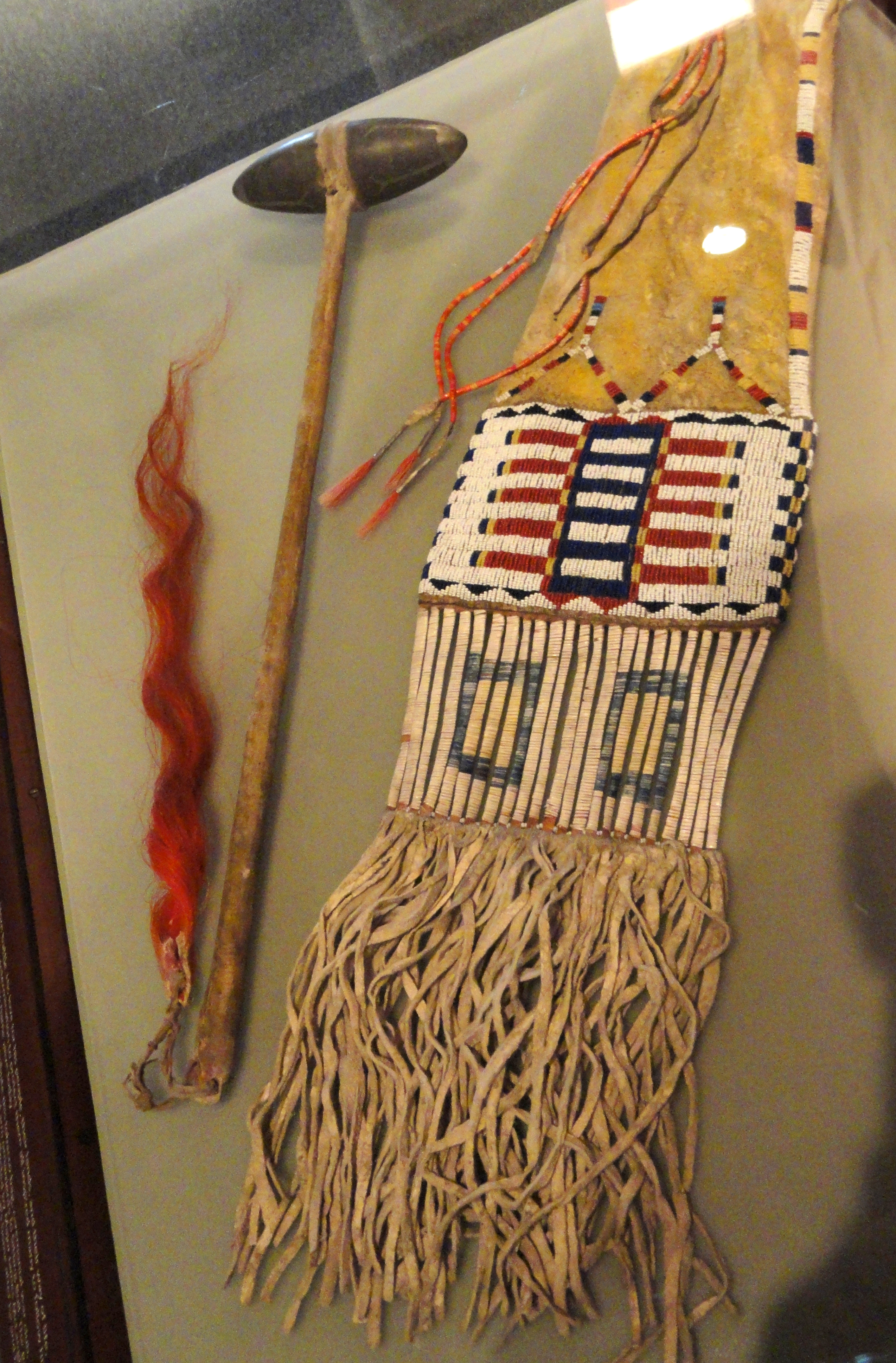
Сумка для табака и боевой молоток Сидящего Быка. Музей археологии и этнологии Пибоди

## Резервации

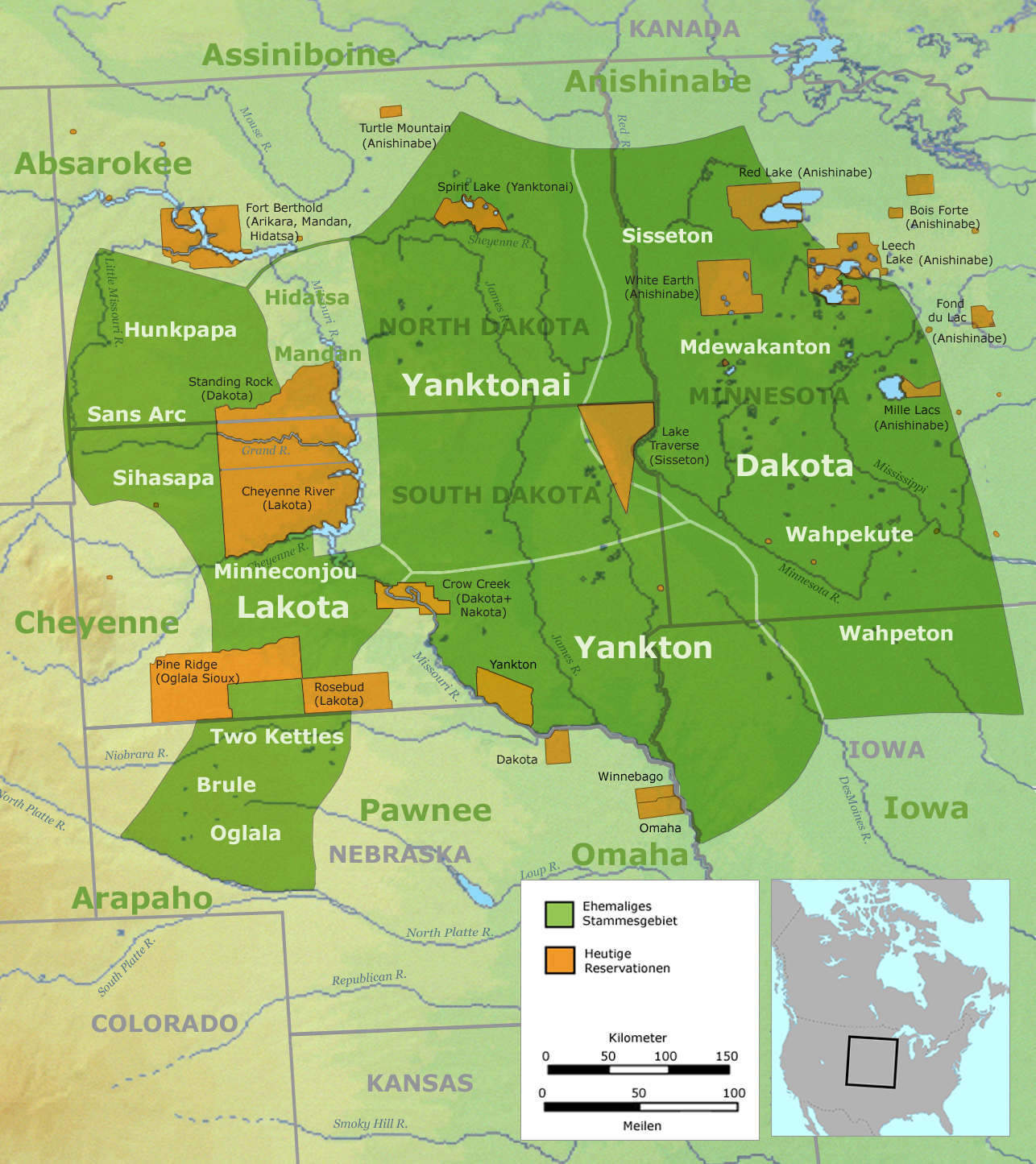
Бывшие племенные территории группы сиу (зелёным цветом): лакота, соседние накота (янктонаи и янктоны), а также племена дакота. Нынешние резервации (оранжевым цветом).

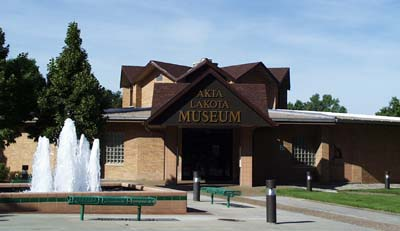
Музей лакота в Чемберлене, Южная Дакота

До половины зарегистрированных сиу проживает в резервациях. Признанные в США резервации лакота включают:
- Пайн-Ридж в Южной Дакоте и Небраске: оглала,
- Роузбад и Лоуэр-Брул в Южной Дакоте: брюле,
- Стэндинг-Рок в Северной и Южной Дакотах: хункпапа
- Шайенн-Ривер в Южной Дакоте: миннеконжу, итазипчо, сихасапа, оохенунпа.

Некоторые лакота также проживают в других резервациях сиу в восточной части Южной Дакоты, Миннесоте и Небраске:
- Санти в Небраске,
- Кроу-Крик в центральной Южной Дакоте,
- Янктон в центральной Южной Дакоте,
- Фландру в восточной Южной Дакоте,
- Лейк-Траверс в северо-восточной и южно-восточной Южной Дакоте,
- Лоуэр-Су в Миннесоте,
- Аппер-Су в Миннесоте,
- Шакопи в Миннесоте,
- Прейри-Айленд в Миннесоте.

Некоторые лакота также проживают в резервации Форт-Пек на северо-востоке штата Монтана, в резервации Форт-Бертольд на северо-западе Северной Дакоты. Многие лакота проживают в Рапид-Сити и других городках Блэк-Хилс, в муниципалитете Денвера.
Во время войн в Миннесоте и Блэк-Хилс предки лакота спасались бегством в Канаде, где сегодня проживают некоторые представители народа: резервация Wood Mountain Lakota First Nation рядом с канадским парком Вуд-Маунтин в Саскачеване, небольшие резервации Манитобы.

## Образ в культуре

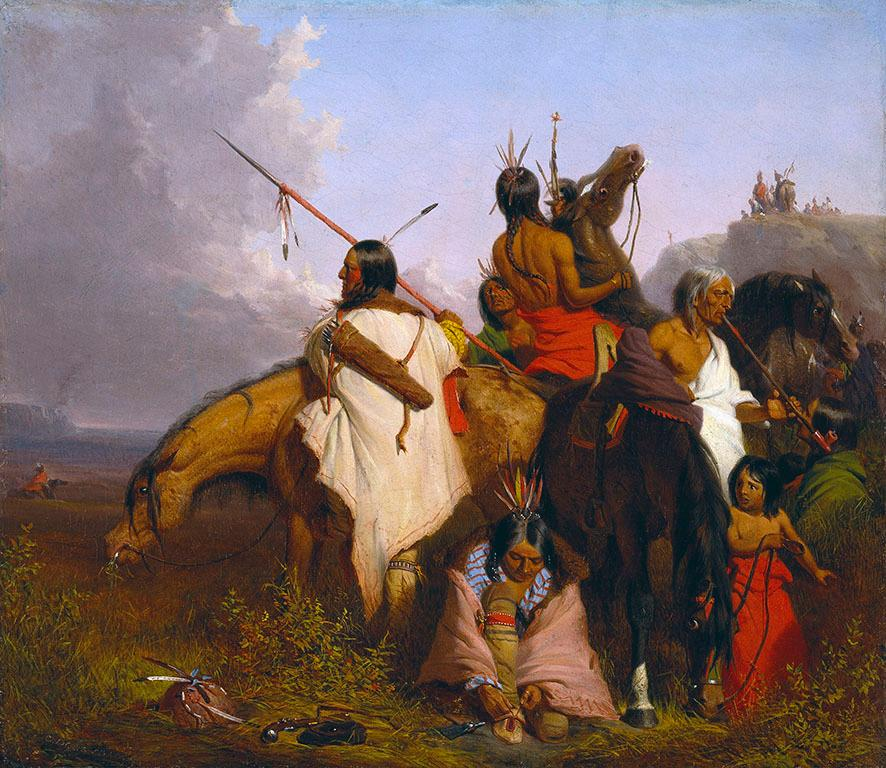
Чарльз Дис — Группа сиу. Музей американского искусства Амона Картера, Форт-Уэрт, Техас (1845)

- 1990 — художественный фильм «Танцующий с волками» показывает образ жизни 1860-х годов. в нём также представлен язык лакота.
- 2002 — одним из главных героев мультфильма «Спирит: Душа прерий» является юноша из этого племени.
- 2005 — вокруг судьбы народа лакота в XIX веке разворачивается значительная часть событий мини-сериала «На Запад».
- 2007 — «Схороните моё сердце у Вундед-Ни», экранизация одноимённого романа Ди Брауна о переселении индейцев в резервацию и Бойне на ручье Вундед-Ни.
- В компьютерной игре «Red Dead Redemption 2» индейцы племени вапити разговаривают на языке лакота.
- В компьютерной игре «Age of Empires III: The WarChiefs» за лакота можно играть.